# Goodbye Mr. Zeus!
Goodbye Mr. Zeus! è un film italiano del 2009 (uscito nel giugno 2010) scritto e diretto da Carlo Sarti.

## Trama
Alberto è un impiegato di banca eternamente in ritardo e distratto. Il giorno del compleanno della sua fidanzata Adelaide accumula tre ore di ritardo e le regala un pesciolino rosso anziché il levriero afgano che lei desiderava. Lui però si affeziona al pesce nonostante il disappunto della fidanzata.

## Critica
È stato definito un Film "d'evasione", nei temi e nei modi.